# Liste der denkmalgeschützten Objekte in Mörschwang
Die Liste der denkmalgeschützten Objekte in Mörschwang enthält die denkmalgeschützten, unbeweglichen Objekte der Gemeinde Mörschwang in Oberösterreich (Bezirk Ried im Innkreis).

## Denkmäler
| Foto  |                 | Denkmal                                                                         | Standort                                       | Beschreibung | Metadaten |
| ----- | --------------- | ------------------------------------------------------------------------------- | ---------------------------------------------- | --- | --- |
| ja    | Datei hochladen | Kath. Pfarrkirche hl. Margarethe und Friedhof HERIS-ID: 89407 Objekt-ID: 104038 | gegenüber Mörschwang 3 Standort KG: Mörschwang | Ein gotischer Sakralbau, der 1523 geweiht wurde und vom Friedhof umgeben ist. Die Kirche hat ein einschiffiges, dreijochiges Langhaus und einen gleich breiten einjochigen Chor. Der mächtige Turm wurde im südlichen Chorwinkel errichtet. Der Hochaltar ist mit 1702 datiert und die Seitenaltäre wurden um 1670 wahrscheinlich von Thomas Schwanthaler geschaffen. | BDA-Hist.: Q21974510 Status: § 2a Stand der BDA-Liste: 2025-06-30 Name: Kath. Pfarrkirche hl. Margarethe und Friedhof GstNr.: .57, 659 Saint Margaret Church (Mörschwang) |
| ja BW | Datei hochladen | Hügelgräberfeld Lohnergut HERIS-ID: 58094 Objekt-ID: 68546                      | Flur Lohnergut Standort KG: Greiffing          | Anmerkung: Koordinaten grundstücksgenau (1348 m²) | BDA-Hist.: Q38080453 Status: Bescheid Stand der BDA-Liste: 2025-06-30 Name: Hügelgräberfeld Lohnergut GstNr.: 414 Hügelgräberfeld Lohnergut                               |

## Ehemalige Denkmäler
| Foto |                 | Denkmal                            | Standort                              | Beschreibung | Metadaten                                                                                    |
| ---- | --------------- | ---------------------------------- | ------------------------------------- | ------------ | -------------------------------------------------------------------------------------------- |
| ja   | Datei hochladen | Pfarrhof Objekt-ID: 104044bis 2018 | Mörschwang 12 Standort KG: Mörschwang |              | BDA-Hist.: Q37737593 Status: § 2a Stand der BDA-Liste: 2018-01-22 Name: Pfarrhof GstNr.: 631 |